# Crosta
Crosta was een zeer klein Nederlands motorfietsmerk, dat in de jaren zestig werd gebouwd door de hotelhouder Henk Staal uit Hoenderloo  
Hij bouwde op basis van een 50cc-Kreidler-blokje motoren geheel naar wens van de klant.